# ستيفن ديك (دبلوماسي إسكتلندي)
ستيفن ديك (بالإنجليزية: Steven Dick)‏ (1983 - 24 مارس 2020) دبلوماسي إسكتلندي، شغل منصب نائب رئيس البعثة في السفارة البريطانية في مدينة بودابست. انضم ستيفين ديك إلى وزارة الخارجية والكومنولث في عام 2008، وعمل في كل من مدينة كابل ومدينة الرياض.

## مسيرته المهنية
| تاريخ                   | موضع                                                                              |
| ----------------------- | --------------------------------------------------------------------------------- |
| 2005 - 2008             | خريج متدرب، عمل في بنك إسكتلندا                                                   |
| 2008-2009               | موظف مكتب، مديرية الهجرة، وزارة الخارجية والكومنويلث                              |
| 2010-2011               | تدريب اللغة العربية بدوام كامل                                                    |
| 2011-2014               | رئيس الصحافة والسياسة الداخلية بالسفارة البريطانية في الرياض                      |
| 2014 - 2016             | مسؤول سياسي بالسفارة البريطانية في كابل                                           |
| 2016                    | رئيس الأركان لرئيس العمليات، وزارة الخارجية والكومنولث                            |
| 2016-2018               | رئيس الاستراتيجية المؤسسية والحوكمة، إدارة قسم الرقمية والثقافة والإعلام والرياضة |
| ديسمبر 2019 - مارس 2020 | نائب السفير البريطاني في دولة المجر                                               |

وصل ستيفن ديك إلى المجر في تاريخ يونيو 2019. درس اللغة المجرية في مدينة بيتش قبل التحاقه بالعمل في الحكومة المجرية. بعد مرور بضعة أسابيع؛ بدأ بالعمل في منصبه في السفارة، وكان ذلك في أواخر شهر نوفمبر.

## الوفاة
توفي ستيفين ديك في تاريخ 24 مارس 2020، عن عمر ناهز 38 عامًا بسبب مرض فيروس كورونا 2019؛ وذلك من بعد أن اظهر اختبار سابق نتيجة إيجابية تؤكد إصابته بفيروس كورونا المرتبط بالمتلازمة التنفسية الحادة الشديدة النوع 2.  